# Битва при Вустері (1651)
Би́тва при Ву́стері (англ. Battle of Worcester; 3 вересня 1651) — вирішальна битва в ході військової кампанії Олівера Кромвеля із завоювання Шотландії. Розгром армії короля Карла II призвів до окупації всієї території Шотландії англійськими військами. Битва при Вустері також вважається останнім боєм громадянських воєн в Англії, який закріпив республіканський лад і владу Кромвеля.

## Військові дії перед боєм
До літа 1651 англійські війська захопили всю Шотландію на південь від Форту. Протистояла їм основна шотландська армія Девіда Леслі, що розташувалася в районі Стерлінга, закриваючи доступ в північні частини країни. Однак, отримавши 20 липня перемогу при Інверкітінгу, Кромвель зміг проникнути в Файф і обійти шотландські війська зі сходу. 2 серпня англійська армія штурмом взяла Перт, опинившись в тилу у шотландців.
В армії Шотландії тим часом командування на себе прийняв сам король Карл II. Виявивши, що Кромвель обійшов шотландську армію і, тим самим, відкрив їй шлях на південь, король вирішив направити шотландські сили в Англію з метою підняття там нового повстання роялістів і пресвітеріан. Незважаючи на протести генерала Леслі, який вважав експедицію в Англію безнадійною, Карл II на чолі 14-тисячної армії 5 серпня перейшов англо-шотландський кордон. Король обрав шлях по західним англійською графствам, які в роки Першої громадянської війни (1642—1646) підтримували роялістів. Проте англійці не поспішали приєднуватися до армії короля: позначалася успішна пропаганда кромвелівського режиму проти роялістів і шотландців.
У той же час Кромвель, дізнавшись про рух шотландської армії в Англію, негайно попрямував в погоню, залишивши корпус Джорджа Монка завершувати завоювання Шотландії. Вперед був висланий кавалерійський загін Джона Ламберта, який практично «наступав на п'яти» армії Карла II. Була мобілізована міліція західних графств, лондонці також виставили на захист міста близько 14 000 солдатів. Король з подивом виявив, що йому протистоїть не просто група «індепендентів», а практично вся країна. Саме тому він відмовився від початкового плану йти на Лондон, а попрямував в долину Северна та 22 серпня розташувався табором в дружньому роялістам Вустері.

## Положення сторін

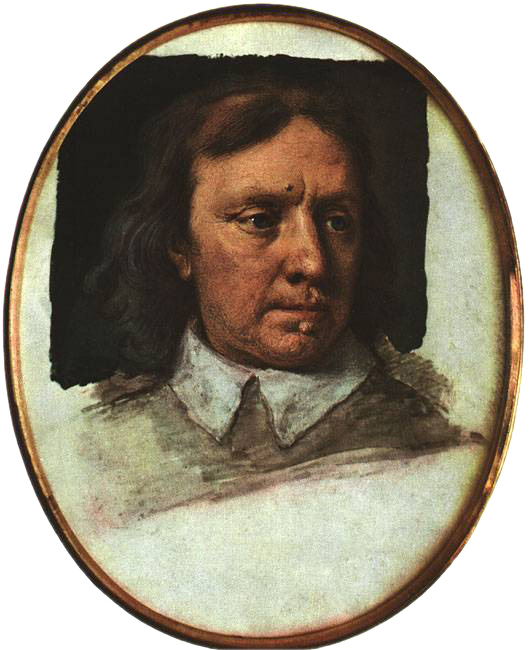
Олівер Кромвель

У Вустері шотландці перервали свій швидкий марш на південь і зупинилися на кілька днів відпочити і почекати можливі підкріплення роялістів Уельсу, Вустерширу та Глостерширу. Однак чисельність англійців, що приєдналися до армії короля залишалася незначною. До початку вересня війська Карла II у Вустері налічували менше 16 000 чоловік, в той час, як Кромвель мав удвічі більші сили. Більш того, 25 серпня при Вігані англійці розбили невеликий загін роялістів Ланкаширу на чолі з графом Дербі, що йшов на з'єднання з королем. 28 серпня кавалерія Ламберта несподівано захопила переправу через Северн в шести милях на південь від Вустера, перегородивши тим самим шотландцям подальший шлях на південь. Дорога на північ також була відрізана загоном Роберта Лільберна.
Скориставшись зупинкою Карла II в Вустері, Кромвель зміг сконцентрувати навколо міста всю свою армію і додаткові загони ополченців західних графств. Загальна чисельність англійських військ досягла 31 тисячі людей: вперше в історії своєї військової кар'єри Кромвель мав армію, що удвічі перевищувала війська противника.

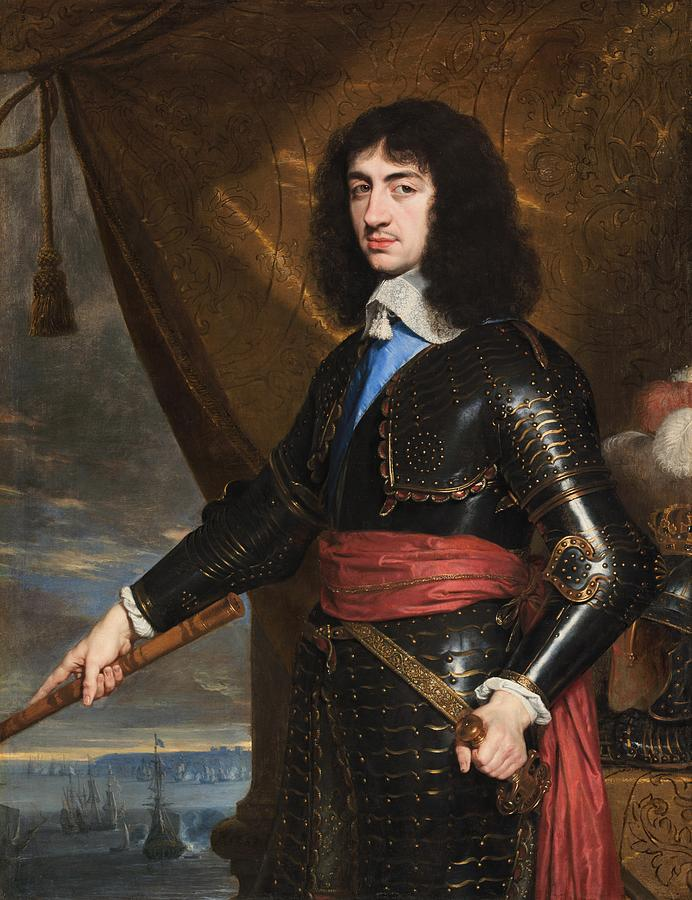
Карл II

Усвідомивши неминучість вирішального бою, Карл II почав швидко споруджувати додаткові укріплення в Вустері. Були зруйновані мости через Северн, а на південно-східному краю міста зведено новий форт (Форт-Роял), що обороняв підступи до Вустера. Англійці, у свою чергу, зайняли західний берег Северна, а на пагорбах на схід від міста розмістили артилерію. Вустер був оточений, а на прилеглих річках розміщені плавучі мости для координації між різними частинами англійської армії.
29 серпня почався артилерійський обстріл міста. Спроба невеликого загону шотландців під командуванням генерала Міддлтона організувати вилазку і захопити англійську батарею провалилася.

## Хід битви
Вранці 3 вересня, в річницю битви при Данбарі, англійський загін генерала Флітвуда почав форсувати річку Тім по понтонному мосту. Йому протистояла бригада шотландських горців, які кілька годин стримували просування англійців. На підмогу Флітвуду з іншого берега Северна переправилися основні сили Кромвеля і вдарили в лівий фланг шотландців. Зазнавши великі втрати, горяни відступили під захист міських стін.

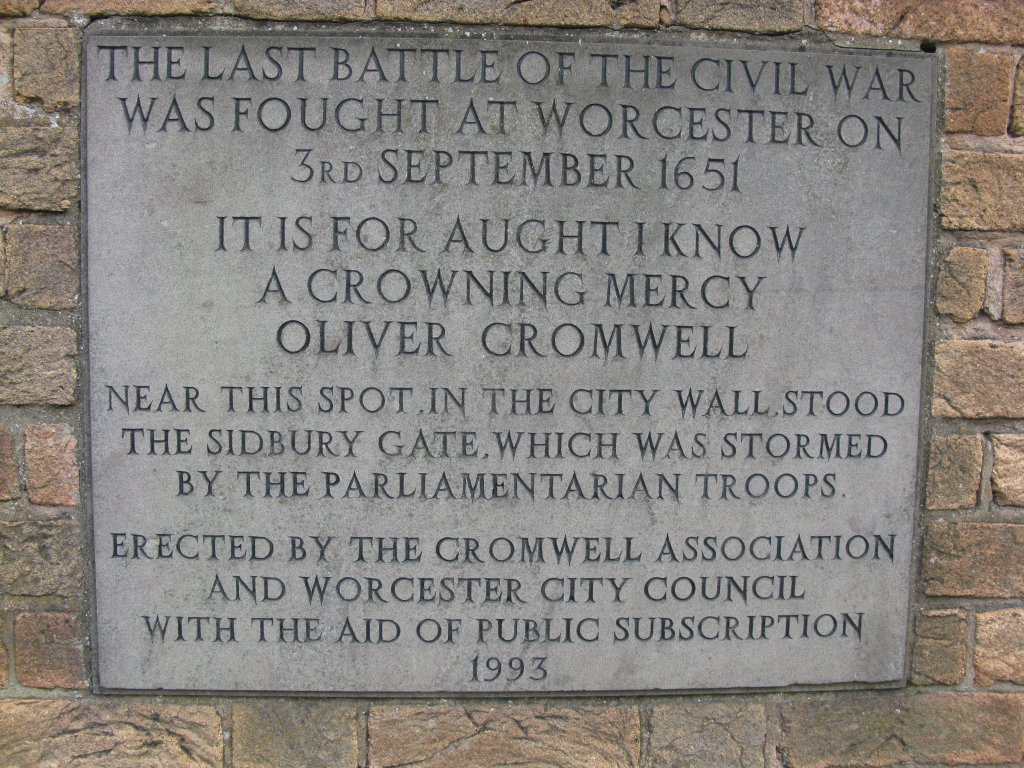
Меморіальна дошка у Вустері

Карл II, спостерігаючи за ходом бою з вежі Вустерського собору, виявив, що з відходом Кромвеля східний фланг англійської армії виявився ослабленим, і, негайно зібравши свою армію, почав атаку на англійські війська. Шотландці наступали двома колонами, очолюваними, відповідно, королем Карлом II і герцогом Гамільтоном. Кавалерійську підтримку здійснював герцог Бекінгем. Під прикриттям артилерійського вогню з Форт-Рояла, шотландці почали тіснити позиції противника. Однак з правого берега Северна знову переправився Кромвель, який вдарив у фланг роялістам. Шотландці були змушені відступити, причому герцог Гамільтон був смертельно поранений. У той же час, кавалерія Девіда Леслі, що знаходиться в резерві на північ від Вустера, не прийшла на допомогу королю.
Незабаром Форт-Роял був захоплений англійськими ополченцями і його гармати повернулися в бік міста. Війська Кромвеля увірвалися на вулиці Вустера. Шотландців охопила паніка, всі зусилля короля зібрати розрізнені загони і організувати опір провалилися. Усвідомивши свою поразку, Карл II таємно втік з міста. Бій було програно.
Шотландці втратили в битві при Вустері близько 3000 чоловік убитими і приблизно 10 000 полоненими. Загинули або були взяті в полон всі лідери шотландської армії, за винятком самого короля і герцога Бекінгема, яким вдалося втекти до Франції. Більшість захоплених шотландців Кромвель відправив на роботи в Америку. Втрати англійської армії становили трохи більше 200 осіб.
Втеча Карла II з-під Вустера є однією з найпопулярніших англійських історій. Його пригоди, включаючи те, як він ховався від військового патруля в гілках дуба, пізніше названого королівським, стали важливим елементом англійської народної творчості.

## Значення битви при Вустері
Розгром військ Карла II під Вустером став вирішальним у довгій історії громадянських війн Англії. Перемога Кромвеля, в яку значний вклад внесли прості ополченці, продемонструвала об'єднання країни на захист завоювань Англійської революції проти королівської влади. В Англії на тривалий час встановилася республіка.
Для Шотландії Вустер означав її завоювання англійськими військами. 14 серпня упав Стерлінг, 28 серпня був захоплений граф Лівен і члени шотландського уряду, 1 вересня Монк штурмом взяв і зруйнував Данді, 21 листопада капітулював маркіз Хантлі, 26 травня 1652 здався Даннотар — остання шотландська фортеця, що ще чинила опір. Країна перейшла під управління Кромвеля і увійшла до складу англійської Співдружності.
Битва при Вустері була останнім боєм, в якому брав участь Олівер Кромвель.